# Děvčátko
Pour plus de détails, voir Fiche technique et Distribution.
Děvčátko (littéralement en français Petite fille) est un film tchèque réalisé par Benjamina Tučka (cs) de 2002.

## Récompenses
Jana Hubinská (cs) remporte le Lion tchèque de la meilleure interprétation féminine dans un second rôle et le film a également été nommé dans la catégorie du meilleur montage,.

## Fiche technique
- Titre : Devcátko
- Réalisation : Benjamina Tučka (cs)
- Scénario : Benjamina Tučka (cs)
- Musique : Ivo Heger
- Photographie : Antonín Chundela
- Montage : Petr Mrkous
- Production : Jaroslav Kucera et Daniel Tucek
- Société de production : Ceská Televize et Golden Dawn
- Pays :  Tchéquie et  Slovaquie
- Genre : Comédie dramatique
- Durée : 83 minutes
- Dates de sortie : 
  -  Tchéquie : 19 décembre 2002

## Distribution
- Dorota Nvotová : Ema
- Jana Hubinská (cs) : la mère d'Emina
- Ondřej Vetchý (cs) : un chauffeur de taxi sans taxi
- Dana Batulková (cs) : la mère de Karl
- Pavel Kikinčuk : le père de Karl
- Lukáš Latinák (cs) : Viktor
- Mario Kubaš : Karel
- Martha Issová (cs) : la coiffeuse Věra
- Tatiana Vilhelmová : Marie
- Adéla Decastelová : la coiffeuse Magda
- Noel LeBon : un sous-chef
- Kamil Švejda : le modérateur